# Engångskamera

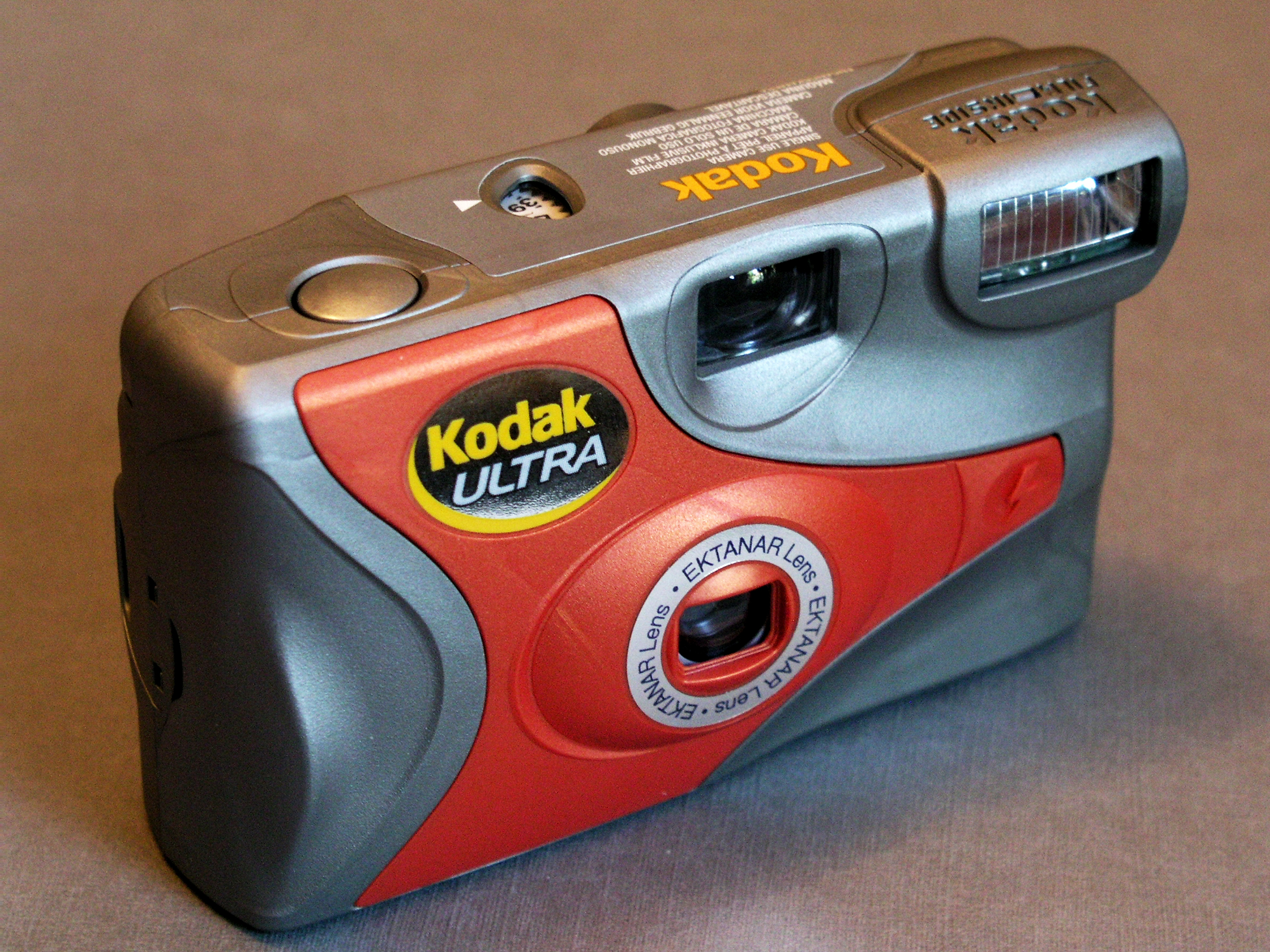
Engångskamera med inbyggd blixt

Engångskameran är en enklare typ av kamera. Den består i princip bara av en enkel plastlins och ett ljustätt hölje som omsluter den film som tas ur och framkallas när den är fullt exponerad.
Kamerorna är försedda med fixfokus, räkneverk och ibland blixt. Modeller finns med lite olika egenskaper, vissa engångskameror är vattenskyddade, några kan till och med användas under vatten, andra ger vidvinkelbilder.
Tekniken för framkallning är liknande den som gällde för de tidigaste kamerorna. Dessa lämnades då in med den exponerade filmen och återlämnades sedan laddade med film och kunde användas igen. Moderna "engångskameror" lämnas också in med exponerad film. Kameran tas isär – den används bara en gång. Men vissa delar av kameran återvinns och kan leva vidare ytterligare en tid.  